# Virtualització per control remot
La virtualització per control remot és una tecnologia que separa els sistemes operatius i les aplicacions dels dispositius dels clients que accedeix. Tanmateix, mentre la virtualització permet a l'usuari a l'accés aplicacions, la virtualització ofereix accés remot a sistemes operatius mòbils com Android.
La vitalització engloba ambdós sistemes operatius, referint-se tant a la infraestructura virtual mòbil (VMI), i a l'usuari i l'aplicació virtual, conegut com a virtualizació de les apliacions mòbils. La virtualizació per control remot permet a un usuari controlar un dispositiu virtual Android (VM) o una aplicació. Els usuaris poden accedir a les aplicacions de forma remota amb HTML5-navegadors de web habilitades o a diferents aplicacions de telèfons intel·ligents, tauletes tàctils i ordinadors, incloent Apple iOS, Mac OS, Móra, Telèfon de Finestres, Finestres desktop, i Firefox dispositius d'OS.

## Infraestructura mòbil virtual
VMI es refereix al mètode d'organització d'un sistema operatiu mòbil en un servidor en un centre o al núvol. Entorns de sistema operatiu mòbil són executats remotament i serveixen per protocols a través de la xarxa. Comparat a l'escriptori virtual VDI), VMI ha d'operar en entorns de xarxa d'àmplia baix unes xarxes cel·lulars amb cobertura i accés dosificat. Com a resultat, fins i tot, si un telèfon mòbil és connectat a una velocitat alta 4LTE/de G, els usuaris poden necessitar limitar l'ús d'àmplia banda global per evitar factures de telèfon.
La majoria d'implementacions comunes de VMI amfitrió OS mòbil múltiple màquines virtuals (VMs) en núvol privat o públic infraestructura, permetre als usuaris accedir via remota a opcions com Miracast™, el Protocol d'AS o fet per encàrrec transmitir les implementacions per optimitzar 3G/4xarxes de G. Algunes implementacions també permeten per redirecció vídeo multimèdia i audios de millor actuació. Sistemes operatius mòbils organitzats en el núvol no són limitats a Android. Altres sistemes operatius com Firefox OS i Ubuntu el mòbil també pot ser utilitzat com casos de VM depenen en usos. Microservidors basats en processadors mòbils poden també utilitzat a un amfitrió Mòbil VMs mentre proporcionen accés de GPU ple per característica d'interfícies a l'usuari ric. Per aconseguir una densitat més alta, implementacions de VMI poden utilitzar versions d'Androide per minimitzar requisits de memòria i sol·licitar accelerar els temps d'arranc.

### Casos d'ús
1. Satisfacció del compliment. El VMI ajuda als controls d'intimitat donats d'adreça com HIPAA. VMI minimitza els riscos d'associar amb robatori de dispositiu mòbil per emmagatzemar dades mòbils de seguretat en centres de dades o el núvol, més que damunt dispositius d'usuari del final. A més a més, amb VMI, les organitzacions poden controlar l'accés al monitor i opcionalment pot generar un deixant d'auditoria d'activitat d'usuari.
2. Impedeix pèrdua de dades causada per robatori de dispositiu físic. Amb l'arribada de portar el vostre dispositiu propi (BYOD), cada cop més els usuaris estan accedint a dades i aplicacions empresarials dels seus dispositius mòbils. Perquè amfitrions de VMI d'aplicacions mòbils en el núvol, si un dispositiu mòbil és perdut o robat, cap dada empresarial serà compromesa.
3. Accelera desenvolupament de l'app i ampliar VMI. Permet desenvolupar aplicacions per escriure i utilitzar-los damunt tot HTML5-dispositius mòbils compatibles. La majoria de VMI oferta als venedors de VMI clients per Androide, iOS, i Telèfon de Finestres així com clientes, HTML5 navegador accés. Minimitza costos de desenvolupament del programari i adreçant la fragmentació mòbil.[1]
4. Racionalitzar operacions. Amb VMI, els administradors no la necessiten per instal·lar, ja que dirigeix i millora aplicacions individuals damunt dispositius d'usuari del final. En comptes d'això, si una aplicació nova d'ajust és alliberada, trobem la millora de l'aplicació mòbil un cop en un núvol o centre de dades.[2]

## Virtualització de les aplicacions mòbil
La Virtualització de las app dels mòbils separa aplicacions mòbils del seu sistema operatiu subjacent que utilitza contenidors segurs, i és anàleg a RDSH i Citrix XenApp en escriptori. Comparat a VMI, la v virtualització de las app dels mòbils només virtualitzes l'aplicació individual i la sessió d'usuari més que el sistema operatiu mòbil. La virtualització de las app dels mòbils pot oferir densitat més alta que VMI perquè un cas de l'OS remot pot servir per a múltiples usuaris. Tanmateix la separació d'usuari és menys segur que VMI i hi ha menys context d'un dispositiu mòbil. Utilitzant contenidors segurs, cada sessió d'usuari és aïllada d'un altre i la sortida de la sessió d'usuari es proporciona a l'usuari a distància cap al final. La virtualització de las app dels mòbils també té ajudes a escala de un nombre gran d'usuaris així com compartint característiques de maquinari com GPU i motors d'encriptació a través de totes sessions d'usuari mentre poden ser dirigits pel sistema operatiu subjacent.
La virtualització de las app dels mòbils té un funcionalment similar a VMI, ja que en ambdues solucions les sessions mòbils dels usuaris té un servidor individuals; tanmateix, difereix de VDI en diverses maneres:
1. La virtualització de les APP dels mòbils les sessions corregudes en un sistema operatiu mòbil són compartides, mentre VMI proporciona casos de sistema operatiu mòbils individuals per cada usuari.
2. La virtualització de les APP dels mòbils és principalment dissenyat a virtualitzar sessions d'aplicació individual, VMI és dissenyat per repartir els entorns mòbils plens.
3. La virtualització de les APP dels mòbils és transparent cap a l'usuari; un usuari de final que accedeix a una aplicació d'un sistema operatiu mòbil diferent (p. ex. iOS) on el sistema operatiu (típicament Androide) no haurà d'aprendre un interfície d'usuari nou. Tanmateix, Hypori recentment ha recorregut aquest buit en VMI amb un apps sense costura, dins que l'OS amfitrió és amagat de l'usuari.
4. Per a utilitzar un, es va compartir el sistema operatiu en comptes de casos de sistema operatiu separat, la virtualització de les APP dels mòbils consumeix menys recursos que VMI.
5. A causa d'haver un mecanisme sol per separació d'usuari (típicament per les polítiques Android) la virtualització de les APP dels mòbils va ser jutjat per ser menys segur que VMI per organitzacions d'expert de la seguretat com els EUA DoD.

Els analistes de TechTarget ha escrit comparacions excel·lents de d'escritori RDSH (anàleg a MAV) i VDI (anàleg a VMI), i molts de les mateixes observacions aguanten certes comparacions dels mòbils equivalents.

### Casos d'ús de la virtualització de les app del mòbil
1. Els casos d'ús del VMI, va accelerar el desenvolupament de les app, i la acceleració del mòbil – Ja que la virtualització de les app donen la conformitat de multitud d'operacions, entre elles les adreces, seguretat, i requisits d'operacions.
2. Coordinació d'aplicacions mòbils en viu – Un usuari de final pot controlar aplicacions, mentre els usuaris múltiples poden veure en viu o va enregistrar sessions d'aplicacions mòbils. La coordinació en viu pot ser utilitzat per videojocs o vídeos instruccionals per aplicacions mòbils.
3. Visibilitat del trànsit encriptat que utilitza el certificat que clava – Un número creixent de certificat d'ús d'aplicacions mòbil per identificar certificats de servidors i impedir atacs. Tanmateix, el certificat que clava també impedeix que les organitzacions inspeccionen el trànsit de xarxa interna per a atacs i infiltració. Amb la virtualització de les app del mòbil, les organitzacions poden analitzar tot trànsit, incloent trànsit de mòbil apps que utilitza el certificat que clava.
4. El joc en el mòbil com a servici – La virtualització permet als jugadors amb entrades final de telèfons de nivell per jugar gràficament en intensius videojocs multijugadors. Ambdós VMI i mòbil app virtualization poden emmagatzemar informació d'usuari en segur per encriptació.

### Jugar mitjançant el mòbil
Jugar com al servei proporciona molta demanda de videojocs per a dispositius mòbils, videoconsoles, i ordinadors. Els jocs son coordinats pe rel s coordinador de l'empresa perquè siguen jocs que es poden aplicar el mòbil. Tradicionalment, jugar en finestres d'usos del servei, va basar VDI, així com Informàtica de Xarxa Virtual (VNC) tecnologies i PC d'usos-va basar GPUs. Jugar amb el mòbil com a servici, fa que els proveïdors de Androide basen el amfitrió dels videojocs en microservicis i aquests jocs corren sobre les xarxes cel·lulars a dispositius mòbils.
Amb mòbil gaming com a servei, els usuaris poden provar jocs sense descarregar-los i instal·lant-los damunt dels seus dispositius. Això és especialment avantatjós per dispositius mòbils amb espai de disc limitat. Perquè el joc és executat remotament, fins i tot dispositius mòbils amb generació més vella GPUs pot jugar amb jocs dels mòbils amb 3D gràfics. Jugar mitjançant el mòbil com al servei també proporciona un vehicle per desenvolupar aplicacións d'androide per assolir una audiència més àmplia, incloent les finestres dels telèfons, Apple iOS, i Firefox propietaris de dispositiu de l'OS. Mòbil gaming com al servei pot repartir-se lliure, mitjançant subscripció o jocs suportats basats en jugar.